# Arnaldo Moreira Douat
Arnaldo Moreira Douat (Joinville, 1906 – , 1963) foi um empresário e político brasileiro.
De ascendência galo-açoriana, era filho de Henrique Douat e Herundina Moreira. Deu continuidade aos negócios do pai, fundador da Douat & Cia., empresa comercial dedicada à venda de automóveis e erva-mate, entre outros produtos. Ampliou a área de atuação da empresa, criando a divisão industrial com a instalação de uma pequena metalúrgica, e que se transformou numa unidade de fundição de peças, estamparia de aço inoxidável e indústria mecânica, com produção de máquinas, ferramentas, compressores e tornos.
Presidiu a Associação Comercial e Industrial de Joinville (Acij) (hoje Associação Empresarial de Joinville) de 1936 a 1938.
Por ato do interventor estadual Nereu Ramos, foi nomeado prefeito de Joinville, de 1940 a 1944. Entre suas principais realizações está a construção da biblioteca pública, inaugurada na gestão seguinte, do prefeito Rolf Colin.
Arnaldo Douat foi também presidente da Federação das Indústrias de Santa Catarina, em 1962.